# Телль-Калах
Телль-Калах (араб. تلكلخ‎) — город на западе Сирии, расположенный на территории мухафазы Хомс. Административный центр одноимённого района.

## География
Город находится в северо-западной части мухафазы, вблизи границы с Ливаном, к северу от реки Нахр-эль-Кебир, на высоте 282 метров над уровнем моря.

Телль-Калах расположен на расстоянии приблизительно 37 километров к западу от Хомса, административного центра провинции и на расстоянии 125 километров к северу от Дамаска, столицы страны.

## История
В мае 2011 года в городе была проведена операция по ликвидации хаоса, вызванного действиями вооруженных преступных элементов. С началом войны в Сирии правительственные силы были вытеснены из города.
В конце января 2012 года вооруженные боевики совершили теракт на газопроводе из Хомса в Банияс вблизи Телль-Калаха. Атака стала четвёртым терактом на газопроводах близ Хомса за месяц.
28 февраля сирийские пограничники в районе города ликвидировали группу террористов, пытавшуюся проникнуть в Сирию с территории соседнего Ливана. В ходе боя были убиты трое боевиков, остальные бежали на ливанскую территорию. Один сирийский военнослужащий получил тяжелое ранение. Попытки проникновения боевиков и переброски оружия с боеприпасами в Сирию в районе Телль-Калаха происходили практически ежедневно. 30 ноября в районе города сразу же после пересечения границы попала в засаду и была уничтожена огнем сирийских войск группа террористов численностью не менее 17 человек.
26 июня 2013 года Телль-Калах был освобожден сирийскими войсками.

## Население
По оценочным данным 2013 года численность населения составляла 35 445 человек.
Динамика численности населения города по годам:
| 2003   | 2013   |
| ------ | ------ |
| 28 095 | 35 445 |

## Достопримечательности
На 10 километров севернее Телль-Калаха находится крепость госпитальеров Крак-де-Шевалье, внесённая в список Всемирного культурного наследия ЮНЕСКО.

## Транспорт
Сообщение Телль-Калаха с другими городами осуществляется посредством железнодорожного и автомобильного транспорта. Ближайший аэропорт расположен в городе Триполи (Ливан). Вблизи города действует пограничный пропускной пункт в Ливан.